# Jagjú sinkage-rjú
A jagjú sinkage-rjú (柳生新陰流 „Jagjú-féle új árnyék iskola”) egyike Japán legrégebbi és legnagyobb becsben tartott kendzsucu iskoláinak, melyet Kamiizumi Nobucuna alapított, akkor még a sinkage-rjú nevet alkalmazva a stílusra. 1565-ben Kamiizumi legjobb tanítványára, Jagjú Munetosira hagyta az iskolát, aki hozzáadta saját vezetéknevét a stílushoz.

## Története

### A sinkage-rjú születése a feudális Japánban
Az iskola alapítása idején egy stílus minőségét a párbajokban való hatékonysága jelentette. Éppen ezért arra törekedtek, hogy egyetlen vágással végezzenek az ellenféllel (ezt nevezték iszacu no tacsinak). A kor iskolái kifejezetten kard-kard ellen és kard-páncél ellen rendezkedtek be, ám a muskéták elterjedésével ezek a régi technikák elavulttá váltak. 
Kamiizumi a sinkage-rjúban változtatott az alapállásokon, a kard fogásának technikáján, és a páros gyakorlatokat is forradalmasította. Korábban a tanítványok edzéskor vagy fából faragott kardot (bokken/bokutó) vagy élezetlen, tompa pengéjű fémkardot használtak, melyeket meg kellett állítani a találatok bevitele előtt, nehogy kárt tegyenek egymásban. Kamiizumi kifejlesztette a bőrrel átkötözött bambuszkardot (fukuro sinai), melyet úgy alakított ki, hogy a tanoncai már nyugodtan bevihessenek egymásnak ütéseket vele, anélkül, hogy komoly sérüléssel zárulna a gyakorlat. 

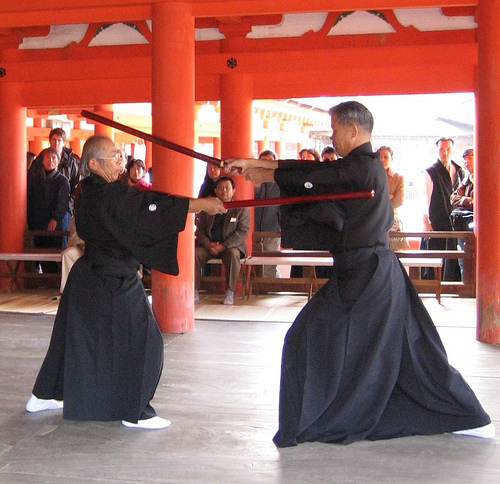
Páros gyakorlat fukuro sinai alkalmazásával.

Kamiizumi más változásokat is bevezetett. Elkezdte szorgalmazni a könnyű páncél viselését, mivel úgy gondolta, hogy a beköszöntő békeidők harcművészeinek előnyösebb, ha nem a csatatéren alkalmazott módok szerint párbajoznak, hanem könnyedebb, gyorsabb mozgással kerekednek ellenfeleik fölé. A sinkage-rjú a szacudzsin-ken („gyilkos kard”) és a kacudzsin-ken („óvó kard”) filozófiáját egyaránt követte, és a győzelem gyors megszerzésére törekedett. Technikái offenzívak voltak, ám szembefordultak azokkal a tanításokkal, melyek szerint egy szamurájnak kötelessége felsőbbrendűségét és dominanciáját képviselni az ellenségével szemben. Kamiizumi úgy dolgozta ki iskolája technikáit, hogy azok könnyen alkalmazkodjanak az ellenfél fegyveréhez, tehát nem csak a kard kontra kard párbajokban lehetett használni őket. 
Ezek mellett a sinkage-rjú arra tanította a szamurájokat, hogy többet foglalkozzanak a stratégiával. Mérjék fel ne csak az ellenfelet, de a párbaj helyszínét is, valamint próbáljanak olvasni az ellenfél lépéseiben, gesztusaiban. Erre példa a kard dárdaként való elhajítása is, melynek sikeres végrehajtásához egy harcosnak pontosan fel kellett becsülnie a közte és a célpontja közti távolságot, és hogy akkor, amikor a dobás megtörténik, milyen pozícióban lesz. Egy másik fontos leckéje az iskolának az, hogy párbaj során – tehát ha egyetlen vágással nem legyőzhető az ellenfél – igazodni kell a küzdőfél mozgásához is.

### A jagjú sinkage-rjú kialakulása
Bár Kamiizumi nem volt szerzetes, fejét kopaszra borotválta, és igencsak szerény életet élt. Mivel gyermeke sosem született, halála után az iskolát és minden ingóságát legjobb tanítványa, Jagjú Munetosi örökölte meg. Jagjú, ki már az iskola megöröklése előtt is példás kardforgató volt, elkezdte kidolgozni a saját mutó (a kard pusztakézzel történő megállításának) technikáit, így adva hozzá saját családja nevét a sinkage-rjúhoz. Fia, Jagjú Munetori tökéletesítette apja technikáit, és elkezdte kidolgozni a jagjú sinkage-rjú iaidzsucu (kardrántás) technikáit. Jagjú Munetosi halála után az iskola kettéágazott: Ovari és Edo. Az Ovari-ágat Jagjú Munatosi unokája, Jagjú Tosijosi építette ki, míg az Edo-ág Jagjú Munenori irányítása alá került. Munenori egyik tanítványa, Takenaga Hajato létrehozta az iskolán alapuló saját stílusát, a jagjú singan rjú heihót.
A jagjú sinkage-rjú ekkor még mindig nem érte el a ma is oktatott változatát. Ehhez a család további tagjainak fejlesztéseire volt szükség. Egyikük, név szerint Jagjú Tosikane (ötödik örökös), aki dokumentálta a stílust, és lejegyezte az iskola formagyakorlatait. Ez a dokumentum Heihó kadenso (magyarul Az életet adó kard címmel került kiadásra)  címen ismert. A modern kendó létrejöttében is kulcsszerepet játszott, mivel Jagjú Tosikane fejlesztette ki a sinaival történő szabad párbajozás módját. Édesapjával, Jagjú Hjógonoszukéval megalkották a páncél nélküli küzdelem filozófiáját. Mivel a  Tokugava-sógunátus idején a szamurájok már inkább civil ruhákban jártak-keltek, szerették volna, ha a jagjú sinkage-rjú igazodik a kor elvárásaihoz, ellentétben a tensin sóden katori sintó-rjúval, mely a mai napig a páncélok ellen felhasznált módszereket tanítja.

### A jagjú sinkage-rjú napjainkban
A Meidzsi-restauráció kora negatívan érintette a kendzsucu iskolákat. Sokan be is zártak, ami leginkább a kis családok iskoláira és a róninok által alapított intézményeire vonatkozott. Velük ellentétben maga Meidzsi császár adott utasítást a jagjú sinkage-rjú akkori fejének, Jagjú Tosicsikának, hogy őrizze meg az iskolát. A stílus huszadik örököse, Jagjú Tosinaka még a császári őrséget is tanította, és igyekezte minél szélesebb körben – például szemináriumokon – terjeszteni az iskola tanításait. Uesiba Morihei (az aikidó alapítója) maga is tanult egy Nakai Maszakacu nevű mestertől jagjú sinkage-rjút és jagjú singan-rjú taidzsucut 1903 és 1908 között. Obata Tosisiro saját stílusa, a Sinkendó létrehozásakor a jagjú sinkage-rjút némely elemét is felhasználta.
A jagjú sinkage-rjú mindkét ága aktív a mai napig. Az Ovari ág az egyenes ági leszármazott, Jagjú Kóicsi Tosinobu, míg az Edo-ág Szono Szeigo irányítása alatt virágzik. Előbbi Nagojában, utóbbi Oszakában található. Japánon kívül az Amerikai Egyesült Államokban, Kanadában, Kínában és Ausztráliában tanítják.

## Külső hivatkozások
- Hivatalos oldal
- Gyakorlat Kadzsicuka szenszeijel (Ovari-ág, Ócubó-forma Jagjú sinkage-rjú), első rész
- Gyakorlat Kadzsicuka szenszeijel (Ovari-ág, Ócubó-forma Jagjú sinkage-rjú), második rész
- Gyakorlat Kadzsicuka szenszeijel (Ovari-ág, Ócubó-forma Jagjú sinkage-rjú, harmadik rész
- USA New York City hivatalos iskola, alapította: Vatanabe Tadasige, 2002.
- Ovari-ág - Hiromicsi-ha, Nara Kogensakai dódzsó Archiválva 2020. november 25-i dátummal a Wayback Machine-ben